# 宣武门天主堂
宣武门天主堂是位於中國北京市西城区前门西大街141号的天主教教堂，也是北京最早設立的天主教教堂，俗称南堂或南天主堂。始建於1605年，現行的三層巴洛克建筑建於1904年。曾作為天主教北京教區的主教座堂。

## 历史

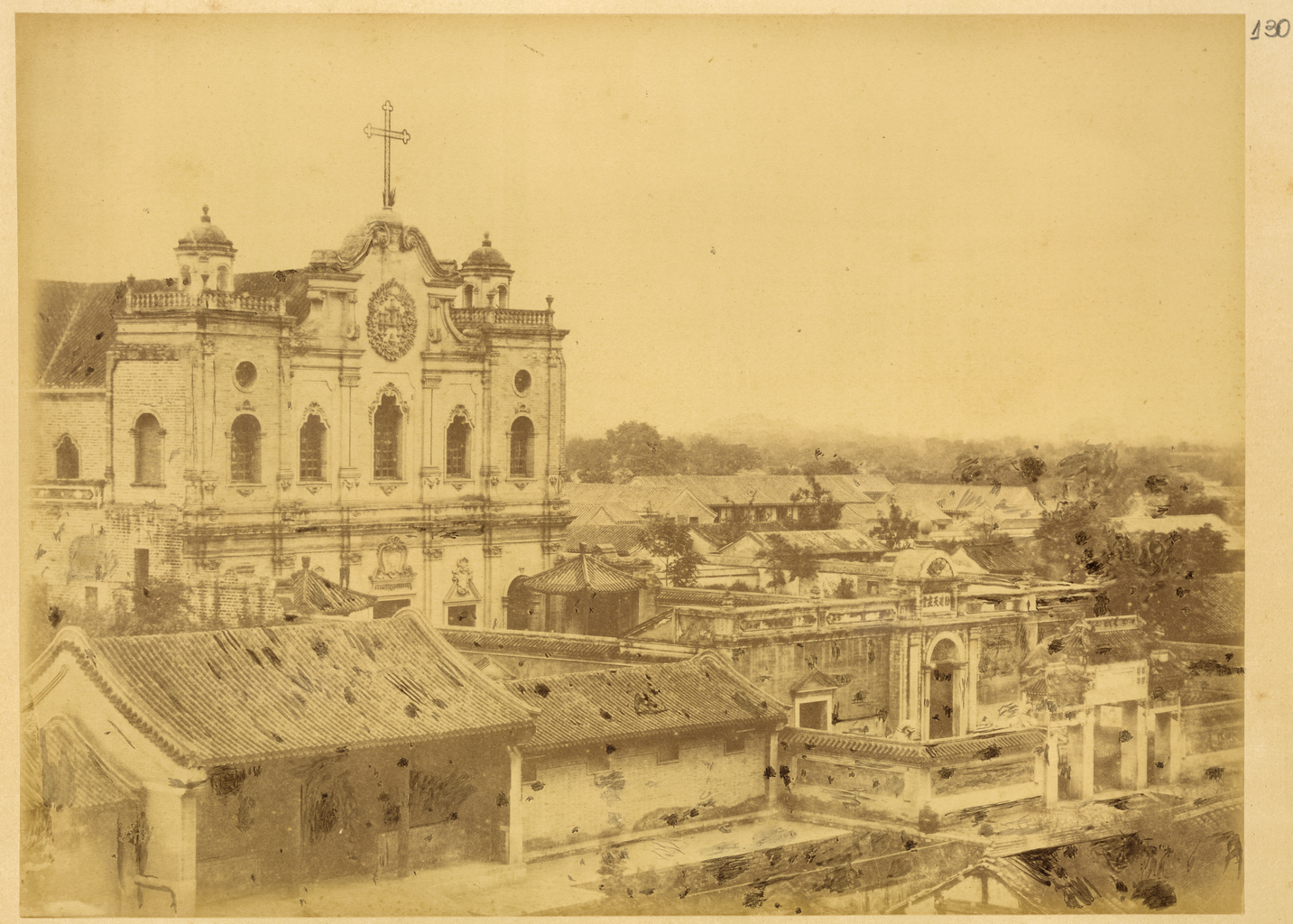
1874年的宣武门天主堂

南堂是北京历史最为悠久的教堂，它是在明万历三十三年（1605年）由意大利籍传教士利玛窦兴建的，早期的南堂名叫宣武门礼拜堂，规模非常小，是一座中国传统建筑，仅在醒目位置安放了一座十字架，以表示其天主教堂的身份。
清顺治七年（1650年），在德国籍耶稣会传教士汤若望的主持下，在宣武门礼拜堂的原址上开始了天主堂的翻建工程，两年后一座中国风格的大教堂建成了，据史料记载，新建的大教堂“牖器饰，如其国制，内建亭池台榭，式仿西洋，极其工巧，堂前有大理古牌楼一座，署有上赐‘钦宗天道’四金字。”顺治帝对汤若望和宣武门天主堂非常关注，曾24次亲临南堂，并赐有御制“通微佳境”匾，由此可见南堂在当时的政治地位。汤若望建成的南堂设施齐全，除了一般的宗教建筑之外还有天文台、藏书楼、仪器室等科学设施，为西方现代科学在中国的传播起到了一定的推动作用。
康熙四十二年（1703年），宣武门天主堂重修工程开始，十年之后一座欧洲风格的高大建筑落成，这是北京城内继蚕池口天主堂之后第二座欧洲风格的建筑。
康熙五十九年（1720年），北京发生地震，南堂建筑在地震中遭到损毁，次年葡萄牙国王斐迪南三世出资重建宣武门天主堂，重建的南堂采用了当时在欧洲非常流行的巴洛克式建筑风格，建筑平面取十字形，长八十尺，宽四十五尺，教堂屋顶做穹窿状。
雍正八年（1730年），南堂再次在地震中损毁，雍正帝专门赐银一千两用于南堂的重修，重修后的南堂延续了原先的巴洛克式建筑风格，门窗屋顶皆用穹窿设计，显得更加敞亮和气派。
乾隆四十年（1775年）南堂又毁于火灾，乾隆帝赐银一万两用于恢复教堂原貌，并且手书“万有真原”的匾额赐予教堂。
道光十八年（1838年）由于反天主教势力与天主教摩擦不断，清政府为了息事宁人取缔了中国天主教的一切活动，宣武门天主堂被政府没收，直到第二次鸦片战争结束后才将教堂发还，1860年南堂由孟振生神父（Fr. Joseph Martian Mouly）主持重新开堂。
1900年义和团运动爆发，宣武门天主堂和其他教堂一样遭到了义和团团民的围攻和破坏，1900年6月14日，南堂被义和团烧毁，同时被毁的还有东堂、西堂、圣尼古拉堂、通州天主堂等建筑。1904年第四次重修的南堂主堂和附属建筑竣工，这就是人们今天看到的宣武门天主堂的建筑。
1979年12月21日，中国天主教爱国会自选自圣主教傅铁山在宣武门天主堂接受神职，成为文化大革命后天主教宗教活动在中国大陆恢复的一个标志性事件，同时也标志着南堂再次成为天主教北京教区的主教座堂，目前天主教北京教区行政管理所就设立在这里。

## 建筑
宣武门天主堂共有三进院落，大门为中式建筑占据了教堂的第一进院落，其后的东跨院为教堂的主体建筑，西跨院为起居住房。教堂主体建筑为砖结构，面向南方，正面的建筑立面为典型的巴洛克风格，三个宏威的砖雕拱门并列，将整个建筑立面装点得豪华而庄严，整个建筑里面磨砖对缝，精美的砖雕随处可见。教堂建筑的室内空间运用了穹顶设计，两侧配以五彩的玫瑰花窗，整体气氛庄严肃穆。1996年宣武门天主教堂列名中国全国重点文物保护单位。

## 主任司铎
| 主任司铎 - 石玉琨神父（1980年—1996年） - 赵庆龙神父（1996年9月—1999年9月） - 韩文生神父（1999年9月—2002年9月） - 冯国新神父（2002年9月—2003年12月） - 张天路神父（2003年—2007年12月） - 韩文生神父（2007年12月—2009年11月） - 刘永斌神父（2009年11月至2014年9月） - 赵庆龙神父（2014年9月—） | 副主任司铎 …… - 庞文贤神父（？—2016年3月） - 张天路神父（？—2003年） - 孙宇辉神父（？—2014年） - 韩斌国神父（2014年—） - 罗茂英神父（2014年—2016年3月） - 张晓卓神父（2016年3月—） - 朱杰神父（2016年3月—） |